# كوكيماينيوكي

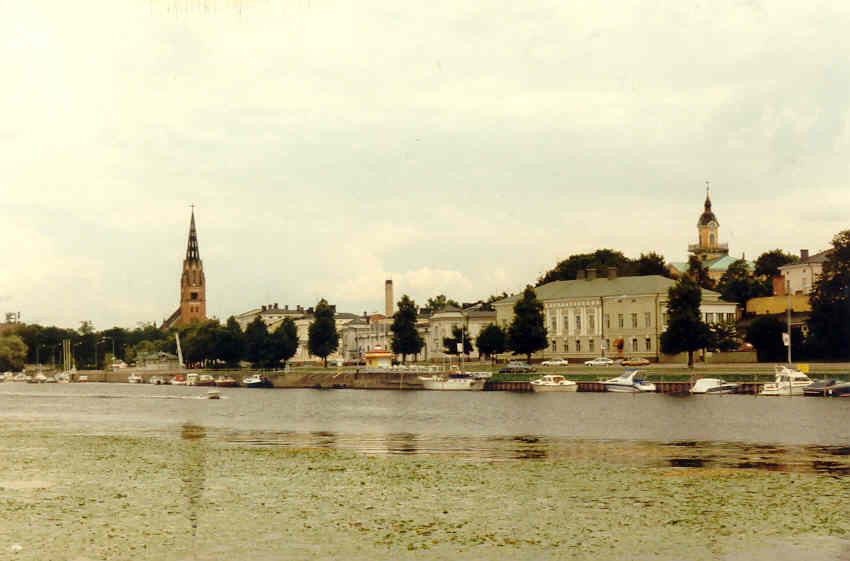
تدفق كوكيماينيوكي خلال بوري.

كوكيماينيوكي (Kokemäenjoki) نهر في فنلندا. ينبع في بحيرة لييكوفيسي و يدتفق على طول 121 كيلومتراً إلى خليج بوتنيا في بوري. مصب نهر كوكيماينيوكي هو الأكبر في بلدان الشمال الأوروبي.
روافد كوكيماينيوكي الأساسية هي: لويميوكي ، كاوفاتسانيوكي وهاريونبآنيوكي.